# Concepción (Corrientes)
Concepción is een plaats in het Argentijnse bestuurlijke gebied Concepción in de provincie Corrientes. De plaats telt 4.800 inwoners.